# チーム大王イカ
チーム大王イカは、スターダストプロモーション所属の女性タレントで結成された、7人組の女性アイドルユニットである。略称は大王イカ。

## 概要
2014年1月4日、グリーンドーム前橋にて行われたイベント「3Bjunior Live Final“俺の藤井”2014」に向けて、期間限定で結成された。
結成時期は明らかにされていないが、華山志歩のブログによると、2013年2月23日が初レッスンとされている。
「3Bjunior Live Final“俺の藤井”2014」を含む全9公演のパフォーマンスを披露後、当初の予定通り解散した。
- 同時期の2013年11月20日に発売された私立恵比寿中学のシングル『未確認中学生X』の表題曲「未確認中学生X」の冒頭には、「イカ～、大王イカ～」というセリフが入っているが、チーム大王イカとは無関係[2]。

## メンバー
| 名前       | よみ            | 生年月日               | 出身地   | ニックネーム             | 解散後の進路                                  | イメージカラー |
| ---------- | --------------- | ---------------------- | -------- | ------------------------ | --------------------------------------------- | -------------- |
| 中村優     | なかむら ゆう   | 1999年9月15日（25歳）  | 神奈川県 | ゆうちゃん               | アイドル（3B junior、奥澤村）                 | 赤             |
| 鈴木かのん | すずき かのん   | 1999年9月20日（25歳）  | 東京都   | かのんちゃん、のんちゃん | アイドル（3B junior、はちみつロケット）       | 青             |
| うらん     | うらん          | 1999年10月12日（25歳） | 東京都   | うらんちゃん             | アイドル（3B junior、マジェスティックセブン） | 緑             |
| 華山志歩   | はなやま しほ   | 2000年1月24日（25歳）  | 東京都   | しほちゃん               | アイドル（3B junior、はちみつロケット）       | 黄色           |
| 小林歌穂   | こばやし かほ   | 2000年6月12日（24歳）  | 埼玉県   | かほちゃん               | アイドル（私立恵比寿中学）                    | オレンジ       |
| 中山莉子   | なかやま りこ   | 2000年10月28日（24歳） | 東京都   | りこちゃん               | アイドル（私立恵比寿中学）                    | ピンク         |
| 長城祝華   | ながしろ のりか | 2001年3月8日（24歳）   | 東京都   | のりちゃん               | 女優（少女劇団いとをかし）                    | 紫             |

## 歩み

### 2013年
- 10月1日、スターダストプロモーションの「理事長」こと藤下リョウジのTwitterにて、「チーム大王イカ」の打合せがあったことがツイートされる[4]。
- 10月8日、藤下リョウジのTwitterにて、メンバー7人の名前と顔写真がツイートされる[5]。
- 10月26日、藤下リョウジのTwitterにて、11月9日のイベントにチーム大王イカが出演することがツイートされる[6]。
- 11月2日、中村優のブログにて、11月9日のチーム大王イカのお披露目が告知される[7]。このときブログに添付された全員集合の画像では、メンバーの名前が担当カラーで記載されている。

※AKIBAカルチャーズ劇場に出演した8公演は以下の通り。
| # | タイトル                                              | 開催日         | 共演者                                    | 備考                                                                                  |
| - | ----------------------------------------------------- | -------------- | ----------------------------------------- | ------------------------------------------------------------------------------------- |
| 1 | 目指せ東京ドーム!! がんばれ! みにちあ☆ベアーズ vol.43 | 2013年11月9日  | みにちあ☆ベアーズ S★スパイシー2 KAGAJO☆4S | チーム大王イカとしてのパフォーマンス初披露 <セットリスト> M1. ダイビング M2. ONE LOVE |
| 2 | 目指せ東京ドーム!! がんばれ! みにちあ☆ベアーズ vol.44 | 2013年11月9日  | 同上                                      | <セットリスト> M1. ONE LOVE M2. かえして！ニーソックス                                |
| 3 | 目指せ東京ドーム!! がんばれ! みにちあ☆ベアーズ vol.45 | 2013年12月7日  | 同上                                      | <セットリスト> M1. ダイビング M2. 最強パレパレード                                    |
| 4 | 目指せ東京ドーム!! がんばれ! みにちあ☆ベアーズ vol.46 | 2013年12月7日  | 同上                                      | <セットリスト> M1. 最強パレパレード M2. かえして！ニーソックス                        |
| 5 | 目指せ東京ドーム!! がんばれ! みにちあ☆ベアーズ vol.47 | 2013年12月14日 | 同上                                      | <セットリスト> M1. One LOVE M2. 最強パレパレード                                      |
| 6 | 目指せ東京ドーム!! がんばれ! みにちあ☆ベアーズ vol.48 | 2013年12月14日 | 同上                                      | <セットリスト> M1. ダイビング M2. かえして！ニーソックス                              |
| 7 | 目指せ東京ドーム!! がんばれ! みにちあ☆ベアーズ vol.49 | 2013年12月28日 | 同上                                      | <セットリスト> M1. ダイビング M2. ONE LOVE                                            |
| 8 | 目指せ東京ドーム!! がんばれ! みにちあ☆ベアーズ vol.50 | 2013年12月28日 | 同上                                      | <セットリスト> M1. 最強パレパレード M2. かえして！ニーソックス                        |

### 2014年
- 1月4日、グリーンドーム前橋にて行われたイベント「3Bjunior Live Final“俺の藤井”2014」に出演し解散。チーム大王イカとしてのパフォーマンス披露後、小林歌穂、中山莉子の2名の私立恵比寿中学への転入(加入)が発表される[8][注 2]。

### 2015年
- 8月4日、代々木第一体育館にて行われたイベント「GIRLS' FACTORY 15」2日目にて、私立恵比寿中学と3B juniorが共演。元チーム大王イカのメンバー7人のうち、（女優組の長城祝華を除く）6人が同じステージに立ったのは、チーム大王イカ解散以来、1年7カ月ぶりの出来事であった[注 3]。

### 2018年
- 5月13日、はちみつロケットのイベント「スタダ名曲カバーてんこ盛り祭」（場所：名古屋某所）にて、雨宮かのん（鈴木かのん）と華山志歩の2人が「ダイビング」を披露。MCではチーム大王イカ時代に歌っていた曲であったこと、当時はメインのパートは担当させてもらえなかったことが語られる[9]。
- 5月14日、テレ朝動画『川上アキラの人のふんどしでひとりふんどし』#143にて、2018年7月28日に開催されるスターダストプラネットのイベント「夏S」でチーム大王イカが再集結することが発表される[10]。
- 7月28日、スターダストプラネットのイベント「夏S」のノンストップメドレーコーナーにて、中村優・雨宮かのん・華山志歩・小林歌穂・中山莉子の5人による「未確認中学生X」を披露。「チーム大王イカ」名義でのパフォーマンスは、2014年の解散以来、約4年半ぶりとなる[11][12]。

## 作品

### カバー曲
- ダイビング （作詞・作曲：新屋豊）
- ONE LOVE （作詞・作曲：宮下浩司、編曲：吉田哲人）
- かえして！ニーソックス （作詞：畑亜貴、作曲:nishi-ken）
- 最強パレパレード （作詞：畑亜貴、作曲：田代智一、編曲：安藤高弘）
- 3部JAPAN応援歌 （作詞・作曲・編曲：宮下浩司）[注 4]

### シングル
| # | タイトル           | 発売日       | 最高位 | 備考 |
| - | ------------------ | ------------ | ------ | --- |
| 1 | 七色のスターダスト | 2014年1月1日 | 2位    | ももいろクローバーZ、私立恵比寿中学、チームしゃちほこ、 たこやきレインボー、KAGAJO☆4S、チームホタルイカとともに出演 3Bjunior「七色のスターダスト」MusicVideo |

### アルバム
| # | タイトル                     | 発売日       | 最高位 | 収録曲                                                   | 注釈                         |
| - | ---------------------------- | ------------ | ------ | -------------------------------------------------------- | ---------------------------- |
| 1 | スタダ 3Bjunior ラスト大全集 | 2014年1月1日 | 4位    | ONE LOVE（チームホタルイカとともに出演） 三部JAPAN応援歌 | チーム大王イカ出演分のみ記載 |

### 映像作品
| # | タイトル                         | 発売日        | DVD順位 | Blu-ray順位 | 規格品番                                       | 注釈 |
| - | -------------------------------- | ------------- | ------- | ----------- | ---------------------------------------------- | --- |
| 1 | 3Bjunior LIVE FINAL 俺の藤井2014 | 2014年4月23日 | 28位    | 8位         | SDMB-102（Blu-ray2枚組） SDMD-0111（DVD2枚組） | ももいろクローバーZ、私立恵比寿中学、 チームしゃちほこ、たこやきレインボー、 KAGAJO☆4S、チームホタルイカ、 みにちあベアーズとともに出演 公式サイト PR映像 |